# 鳥取県道244号境車尾線
鳥取県道244号境車尾線（とっとりけんどう244ごう さかえくずもせん）は、鳥取県西伯郡南部町から米子市に至る一般県道である。

## 概要
西伯郡南部町境から米子市車尾7丁目に至る。旧路線名の戸上とは米子市観音寺（かんのんじ）の小字である。
2014年（平成26年）3月31日、起点が西伯郡南部町福成・福成交差点から同町境に変更され、路線名も「福成戸上米子線」から変更された。

### 路線データ
- 起点：西伯郡南部町境（境交差点、国道180号交点）
- 終点：米子市車尾7丁目（新日野橋西交差点、国道9号・鳥取県道300号米子環状線交点）

## 歴史
- 1958年（昭和33年）4月30日 - 鳥取県告示第188号により鳥取県道161号福成戸上米子線として認定される[1][2]。
- 2014年（平成26年）
  - 3月20日 - 南部町により、南部町道3352号福成境線が認定され、同日、供用開始。これに伴い、南部町道3352号福成境線の全区間（西伯郡南部町福成・福成交差点 - 同町境・境交差点間）が本路線との重用区間になる[3]。
  - 3月31日 - 鳥取県告示第233・234・235号により、起点が西伯郡南部町福成・福成交差点（国道180号（同日付鳥取県告示第232号により南部町道3350号阿賀東西町線に変更）交点）から同町境・境交差点（国道180号南部バイパス交点）に変更され、路線名も「鳥取県道244号福成戸上米子線」から「鳥取県道244号境車尾線」に変更された[1]。これに伴い、西伯郡南部町福成・福成交差点 - 同町境・境交差点間は南部町に移管され、南部町道3352号福成境線の単独区間となった[1][4]。
- 2017年（平成29年）12月16日 - 12月15日付鳥取県告示第767号により、境バイパスの供用開始[5]。

## 路線状況

### 重複区間
- 鳥取県道253号岩屋谷米子線（米子市榎原・新青木橋西詰交差点 - 米子市兼久）
- 鳥取県道502号米子境港自転車道線（米子市観音寺）

## 地理

### 通過する自治体
- 西伯郡南部町
- 米子市

### 交差する道路
| 交差する道路                                 | 市町村名 | 市町村名 | 交差する場所 | 交差する場所            |
| -------------------------------------------- | -------- | -------- | ------------ | ----------------------- |
| 国道180号 / 南部バイパス                     | 西伯郡   | 南部町   | 境           | 境交差点 / 起点         |
| 鳥取県道316号米子岸本線                      | 米子市   | 米子市   | 大袋         | 大袋橋北詰交差点        |
| 鳥取県道253号岩屋谷米子線 重複区間起点       | 米子市   | 米子市   | 榎原         | 新青木橋西詰交差点      |
| 鳥取県道253号岩屋谷米子線 重複区間終点       | 米子市   | 米子市   | 兼久         |                         |
| 国道181号 国道183号 重複 国道482号 重複      | 米子市   | 米子市   | 福市         | 安養寺橋交差点          |
| 国道9号（E9 山陰自動車道 / 米子道路）        | 米子市   | 米子市   | 観音寺       | [ 注釈 1 ]              |
| 鳥取県道502号米子境港自転車道線 重複区間起点 | 米子市   | 米子市   | 観音寺       |                         |
| 鳥取県道502号米子境港自転車道線 重複区間起点 | 米子市   | 米子市   | 観音寺       |                         |
| 国道9号 鳥取県道300号米子環状線              | 米子市   | 米子市   | 車尾7丁目    | 新日野橋西交差点 / 終点 |

### 交差する鉄道
- 伯備線

### 沿線
- 米子市立尚徳小学校
- 深田氏庭園